# CLCF1
CLCF1 (англ. Cardiotrophin like cytokine factor 1) – білок, який кодується однойменним геном, розташованим у людей на короткому плечі 11-ї хромосоми. Довжина поліпептидного ланцюга білка становить 225 амінокислот, а молекулярна маса — 25 176.
| 10         |  | 20         |  | 30         |  | 40         |  | 50         |
| ---------- |  | ---------- |  | ---------- |  | ---------- |  | ---------- |
| MDLRAGDSWG |  | MLACLCTVLW |  | HLPAVPALNR |  | TGDPGPGPSI |  | QKTYDLTRYL |
| EHQLRSLAGT |  | YLNYLGPPFN |  | EPDFNPPRLG |  | AETLPRATVD |  | LEVWRSLNDK |
| LRLTQNYEAY |  | SHLLCYLRGL |  | NRQAATAELR |  | RSLAHFCTSL |  | QGLLGSIAGV |
| MAALGYPLPQ |  | PLPGTEPTWT |  | PGPAHSDFLQ |  | KMDDFWLLKE |  | LQTWLWRSAK |
| DFNRLKKKMQ |  | PPAAAVTLHL |  | GAHGF      |  |            |  |            |

A: Аланін

C: Цистеїн

D: Аспарагінова кислота

E: Глутамінова кислота

F: Фенілаланін

G: Гліцин

H: Гістидин

I: Ізолейцин

K: Лізин

L: Лейцин

M: Метіонін

N: Аспарагін

P: Пролін

Q: Глутамін

R: Аргінін

S: Серин

T: Треонін

V: Валін

W: Триптофан

Кодований геном білок за функцією належить до цитокінів. 
Задіяний у такому біологічному процесі, як альтернативний сплайсинг. 
Секретований назовні.